# 阿弥陀寺町 (下関市)
阿弥陀寺町（あみだいじちょう）は山口県下関市にある地名。郵便番号は750-0003。当地域の人口は2015年の国勢調査によると601人で、世帯数は295。

## 地理
下関市の唐戸付近に存在する。西部は唐戸町と中之町、北部は宮田町、東部は本町と壇之浦町と隣接する。

## 歴史
阿弥陀寺町は江戸頃から使われてきた地名であり、その当時はまだ下関市ではなく、豊浦郡赤間関に属していた。阿弥陀寺町の由来はその名の通り阿弥陀寺という寺の名称にちなむが、現在は赤間神宮となっている。阿弥陀寺町にある本陣伊藤邸はオランダのカピタンや吉田松陰、明治天皇などが宿泊したことがある。安徳天皇を祀る赤間神宮には多くの文化財が残っており、1906年4月24日に平家物語が国重要文化財として指定され、その後も紙本金地着色安徳天皇絵が県指定有形文化財、先帝祭が市指定の無形民俗文化財に指定されている。春帆楼は藤野玄洋が開業した施設であり、日清講和会議の地として知られる。

### 沿革
- 貞観8年（866年）僧の行教が開山して阿弥陀寺を開き、鎮守社として八幡宮を勧請する[6]。
- 寿永4年（1185年）壇ノ浦の戦いで入水・崩御した安徳天皇を紅石山の麓に葬る[6]。
- 建久2年（1191年）閏12月24日、後鳥羽天皇が御影堂の建立の勅命を下す[6]。
- 永正13年（1516年）大内氏の家臣、粟屋主計頭が極楽寺を建立[7]。
- 寛永18年（1641年）極楽寺の寺号が許可される[7]。
- 文久3年（1863年）奇兵隊が一時極楽寺に駐屯[2]。
- 天保10年（1839年）三宅吉右衛門が寺子屋を開設。弘化4年（1847年）には廃止[2]。
- 明治3年（1870年）神仏分離や廃仏毀釈により御影堂が天皇社に改称される[6]。
- 明治6年（1873年）養治小学が開校。現在は本町にある[2]。
- 明治8年（1875年）天皇社を赤間宮に改称すると同時に官幣中社となる[6]。
- 明治28年（1895年）3月20日から春帆楼で日清講和会議が行われる[2]。
- 明治38年（1905年）今富八郎が今富盲学校を開設。現在古屋町にある山口県立山口南総合支援学校下関分校の元となった[2]。
- 昭和15年（1940年）赤間宮を赤間神宮に改称すると同時に官幣大社に成り上がる[6]。
- 昭和20年（1945年）空襲で町の大半を焼失する。4年後にはおおよそ復興[2]。

## 地域区分の変遷
- 昭和29年（1954年）
一部が中之町に編入される[2]。
関後地村と壇之浦町から一部を編入[2]。
- 昭和39年（1964年）
一部が壇之浦町に編入される[2]。
関後地村と園田町と中之町から一部を編入[2]。

## 経済

### 産業
店・企業
- 下関春帆楼本店

商業
かつては船問屋や魚屋、料理屋が多い町であったゆえに現在も料理屋が残っている。阿弥陀寺町で商業を営む人物は彦島出身の河野徳之助（山口県多額納税者、埴生養殖場代表、下関市会議員、米穀商、河徳、米穀取引員）、渋谷儀右衛門（米穀取引員）、桑原芳松（食料品商）、高田友一（建築材料商）、前田金造（山口県多額納税者、石油雑穀商）、料理業を営む人物は大杉ハナ（春帆楼）、野崎久子（鈴の家）、山口トセ、田口マス（大吉楼、料理兼旅館）などがいた。

## 地域

### 健康
医師
- 伊藤伊智郎（眼科）[10]

### 小・中学校の学区
市立小・中学校に通う場合、学区は以下の通りとなる。
| 町丁       | 番地・号                 | 小学校             | 中学校             |
| ---------- | ------------------------ | ------------------ | ------------------ |
| 阿弥陀寺町 | 1~2番、3番1~11号、4~17番 | 下関市立養治小学校 | 下関市立日新中学校 |
| 阿弥陀寺町 | 3番12~14号               | 下関市立名池小学校 | 下関市立名陵中学校 |

### 施設
宗教
- 赤間神宮
  - 鎮守八幡宮[12]
  - 紅石稲荷神社[12]
  - 大連神社[12]
- 浄土真宗願海山本尊阿弥陀如来極楽寺[7]

## 史跡
- 本陣伊藤邸址

## 出身・ゆかりのある人物
- 末光鉄之助[9]（関門日報社顧問、山口県多額納税者）
- 末光賢吉[9]（関門日報社会長）